# Фегли, Джош
Джошуа Аарон Фегли (англ. Joshua Aaron Phegley, 12 февраля 1988, Терре-Хот, Индиана) — американский бейсболист, кэтчер. В Главной лиге бейсбола выступал за «Чикаго Уайт Сокс», «Окленд Атлетикс» и «Чикаго Кабс».

## Карьера
Учился в старшей школе Терре-Хот Норт Виго. В 2006 году получил титул «Мистер Бейсбол» штата Индиана. Затем учился в Университете Индианы и играл за студенческую команду «Индиана Хузиерс».

### Чикаго Уайт Сокс
Был выбран на драфте 2009 года командой «Чикаго Уайт Сокс». Профессиональную карьеру начал в лиге A в составе «Каннаполис Интимидэйторс». В 2010 году выступал за три различных команды системы «Уайт Сокс» — «Бристоль», «Уинстон-Салем» и «Бирмингем». Фегли не смог провести весь сезон целиком, так как периодически вносился в список травмированных из-за болезни Верльгофа. В ноябре 2010 года перенёс операцию по удалению селезёнки.
По ходу чемпионата 2011 года был переведён в состав «Шарлотт Найтс», выступавших в лиге AAA. Там же провёл сезон 2012 года, сыграв в 102-х матчах, сделав 48 RBI и отбивая с показателем 26,6 %.
5 июля 2013 года дебютировал в МЛБ в игре против «Тампы». 7 июля выбил свой первый хоум-ран в Главной лиге. Четырьмя днями позже выбил гранд-слэм-хоум-ран в игре с «Детройт Тайгерс».

### Окленд Атлетикс
После завершения сезона 2014 года был обменян в «Окленд Атлетикс». В 2015 году провёл за команду 73 матча, закончив выступления в середине сентября после сотрясения мозга, полученного в результате случайного удара битой от партнёра по команде.
В 2016 году сыграл всего в 26 матчах из-за воспаления правого колена и последующей операции.
В феврале 2021 года Фегли объявил о завершении спортивной карьеры.